# Negu Gorriak
Negu Gorriak (que en castellano significa «Inviernos Crudos») fue un grupo español de música alternativa fundado en Guipúzcoa (País Vasco) en 1990. Su influencia ha sido muy grande en el desarrollo del rock tanto en el País Vasco como en el resto de España y Francia. Han sido calificados como una de las bandas de rock español «más importantes de los noventa».
El grupo lo formaron los hermanos Fermin e Iñigo Muguruza (exmiembros del grupo Kortatu) junto a Kaki Arkarazo (miembro de M-ak y también ex-Kortatu). En 1990 se unió Mikel «Anestesia» (guitarrista de Anestesia) y en 1991 hizo lo propio Mikel «BAP!!» (batería del grupo BAP!!), manteniéndose esta formación hasta su disolución en 1996.
Musicalmente hablando practicaban una música de fusión que pivotaba sobre tres estilos fundamentales para la banda: rock, rap y reggae, además de la música tradicional vasca.
Mantuvieron una fuerte ideología política, empezando por la elección del euskera y siguiendo tanto en la forma de trabajar como en la temática de sus canciones. Eligieron la autogestión y para ello crearon el sello Esan Ozenki. Además, realizaron una gira por El Salvador de apoyo al FMLN, y su primer concierto lo ofrecieron frente a la cárcel de Herrera de la Mancha.
Fueron denunciados por el teniente coronel de la Guardia Civil Enrique Rodríguez Galindo por la letra de su canción «Ustelkeria», en la que mencionaban las acusaciones de tráfico de drogas que se le hacían desde diferentes medios de comunicación, aunque fueron absueltos en 2001. Con motivo de su absolución, celebraron tres conciertos de despedida (aunque oficialmente se disolvieron en 1996, la disolución legal no fue hasta 2001) a los que acudieron en total más de 30 000 personas.
Publicaron un total de seis discos de estudio, un directo y un recopilatorio con material que el grupo había esparcido entre sencillos, colaboraciones con otros músicos y grupos (Mano Negra, Inadaptats, BAP!!...) y aportaciones a diferentes recopilatorios. Su tercer álbum, el doble LP Borreroak Baditu Milaka Aurpegi (1993) es considerado su obra maestra, y ha sido calificado como «la bomba [...] uno de los mejores CD editados, en cualquier lengua y en cualquier lugar, en los 90».

## Historia
«Si pensamos que en el futuro vamos a perpetuar el estilo, disolveremos el grupo. Si pensamos que vamos a seguir haciendo algo rompedor y vamos a estar muy convencidos de ello, entonces seguiremos adelante»
Fermin Muguruza.linen

### Los comienzos: 1989-1990
Después de disolver Kortatu, los hermanos Fermin e Iñigo Muguruza acordaron con Kaki Arkarazo (quien ya había trabajado con ellos produciendo Kolpez Kolpe y ejerciendo de segundo guitarrista de Kortatu en la última gira del grupo) hacer algo juntos en el futuro, pero sin concretar nada. En 1989, los tres se pusieron a trabajar en la bajera de la casa de Kaki, donde este tenía un pequeño estudio de grabación. Fermin se ocupaba de los textos, mientras que Iñigo y Kaki (sobre todo este último) se ocupaban de musicarlos y de grabar los diferentes samplers que utilizaron, explorando la fusión del rock con nuevos sonidos. Entre ellos, están el rap (los tres son grandes fanes de Public Enemy) y la música negra en general como soul y funk (de la que Kaki es un gran aficionado), además de hardcore, ritmos latinos, etc.
A finales del 89, Xabier Montoia (cantante de M-ak) habló con Fermin para encargarle una canción para un disco tributo a Mikel Laboa que estaba coordinando. El disco iba a contar con grupos veteranos y nuevos. Fermin tomó el testigo y, junto a Kaki e Iñigo, empezaron a preparar diferentes temas bajo un secretismo absoluto. Más tarde, Fermin admitiría que la excusa de estar trabajando para el disco homenaje le permitió ocultar el nacimiento de Negu Gorriak. El disco fue, pues, la excusa perfecta para que los tres pudiesen ensayar sin que empezasen a propagarse rumores.
Así, el grupo se presentó en Txerokee, Mikel Laboaren Kantak (1990). Eligieron hacer una versión de «Gaberako aterbea» («Refugio nocturno»), una canción basada a su vez en el poema «Die Nachtlager» de Bertolt Brecht, que apareció en el LP de Laboa 12 (1989). De algunos versos del poema obtuvieron el nombre del grupo, Negu Gorriak:
Kontatu didaten Nueva York-en
Broadway eta 26 karrikaren kantoian,
negu gorrian, gizon batek gauero [...]
Me han contado que en Nueva York
en la esquina de la calle 26 con Broadway
en los meses de crudo invierno, hay un hombre todas las noches que [...]
Fermin presentó oficialmente al grupo en la columna en la que escribía entonces en Argia. La formación entonces era la de Fermin a la voz principal y Kaki e Iñigo a las guitarras.
En junio de 1990 apareció su primer disco: Negu Gorriak (Oihuka), donde suplieron la falta de base rítmica con una caja de ritmos. El grupo decidió no salir de gira por el momento. Su primer gran concierto lo reservaron para la marcha que hacen todos los años familiares de presos de ETA a la cárcel de Herrera de la Mancha, organizado por la Gestoras Pro Amnistía. Para este concierto se les unió como bajista Mikel «Anestesia», guitarrista del grupo Anestesia. A la marcha acudieron unas 13 000 personas. Después de los mítines políticos le tocó el turno a Negu Gorriak, quienes interpretaron las canciones de su primer álbum además de «Oker dabiltza», en homenaje a Josu Muguruza y una versión del villancico popular «Hator, hator», canciones que habían aparecido en un sencillo editado con Basati Diskak. El concierto apareció en 1991 en formato vídeo: Herrera de la Mancha. 90-12-29. El vídeo fue coeditado  por Esan Ozenki y las propias Gestoras. Los beneficios de su venta fueron donados a estas.

### La consagración: 1991-1993

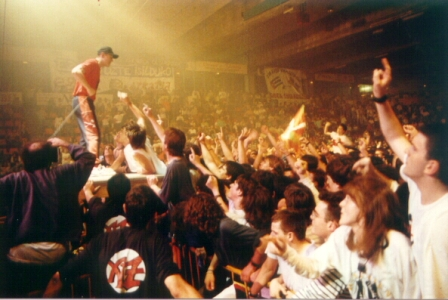
Concierto de Negu Gorriak en Pamplona durante el Tour 91+1.

En 1991 hubo dos acontecimientos en torno a la banda fundamentales para su devenir. El primero fue la consolidación de una formación estable con la incorporación de Mikel «BAP!!» a la batería, con lo que el trío inicial se configuró definitivamente como quinteto. El segundo fue la fundación de su propia compañía discográfica: Esan Ozenki Records («Grítalo Alto»). Además de editar sus propios discos, decidieron hacer lo propio con otros grupos vascos que cantaran en euskera. Posteriormente crearían el subsello Gora Herriak («Vivan los Pueblos») con el que editarían a bandas que cantaban en otras lenguas.
La noticia de la creación de Esan Ozenki fue paralela al anuncio de la publicación de su nuevo disco Gure Jarrera («Nuestra Posición»), que fue unánimemente alabado por la crítica musical. Desde Radio 3 (les premió como «banda en directo del año»), El País («una de las bandas más innovadoras de Euskadi»), El Independiente («El primer disco de Negu Gorriak era tremendo. Éste es aún mejor») o El Correo, que destacó el álbum como «disco de la semana»,) hasta la prensa musical especializada, como Bat, Bi Hiru («su mundo musical es infinito») o Rockdelux, que eligió Gure Jarrera como mejor disco nacional del año.
Durante 1991 y 1992 el grupo realizó dos giras internacionales. La primera fue Gora Herria/Power to the People Tour 91 que les llevó por países como Francia, España, Italia, Reino Unido o Cuba. La segunda fue el Tour 91+1. Tocaron en Alemania, Francia, España, Italia y, por primera vez, México y Estados Unidos (donde telonearon a Fugazi). Como testimonio de ambas giras aparecieron dos referencias: la primera fue el maxisencillo Gora Herria (1991), que contenía una remezcla de la canción «Gora Herria» (en la que colaboraron Manu Chao y Joseba Tapia) y varios cortes grabados en directo durante la gira del 91. La segunda fue el vídeo Tour 91+1 (1992), con imágenes de las dos giras.
En 1993 apareció, según la crítica, la obra cumbre del grupo, el doble vinilo Borreroak Baditu Milaka Aurpegi («El verdugo tiene mil caras»). Aunque hubo medios que entonces calificaron el trabajo de «pretencioso», el hecho es que incluso diarios conservadores como ABC o El Correo Español se mostraron elogiosos respecto al nuevo álbum de Negu Gorriak. Rockdelux volvió a premiarles con el primer puesto de la lista de mejores discos nacionales (algo que, hasta 2006, no se repitió: sólo Negu Gorriak y Sr. Chinarro han colocado dos discos en el número uno de la citada revista) y con el puesto número 30 en la lista de «los 100 mejores discos españoles del siglo XX».
En mayo, el teniente coronel de la Guardia Civil Enrique Rodríguez Galindo demandó a Negu Gorriak y a Angel Katarain (técnico de sonido de la banda) por un delito de «daños al honor y difamación del buen nombre». El motivo fue la canción «Ustelkeria» (del álbum Gure Jarrera), en la que Negu Gorriak acusaron al Coronel de narcotráfico, basándose en un informe del fiscal donostiarra Luis Navajas que había sido previamente publicado por diferentes medios de comunicación. Galindo exigió un pago de 15 millones de pesetas (90.000 euros), además de no poder tocar la canción en directo, ni incluirla en futuras reediciones del disco. Esta denuncia dio origen a una larga batalla legal, que terminó resolviéndose a favor del grupo en 2000.
En septiembre el grupo se embarcó en su gira europea más ambiciosa, Itxurakeriari Stop!! Hypocrisy Tour 93, la más larga que realizaron en su historia y que les llevó hasta Austria, la República Checa, Italia, Alemania, Países Bajos, Bélgica, Francia y España, terminando el 30 de octubre en Bilbao ante 9.000 personas. El concierto se grabó y se editó como Hipokrisiari Stop! Bilbo 93-X-30 (1994).

### El impacto de Hispanoamérica
A lo largo de 1994 Negu Gorriak no editó ningún trabajo de estudio. Kaki se perdió la gira solidaria que Negu Gorriak realizaron por El Salvador en apoyo del FMLN, debido a una operación en la que le extirparon el bazo y la vesícula. Debido a su ausencia, el grupo giró con el nombre de NG Brigada. 
Con Kaki recuperado, el grupo al completo marchó a una nueva gira por Hispanoamérica, el Hegoamerikan Tour 94. Durante los últimos días de septiembre y los primeros de octubre los vascos recorrieron Chile, Argentina y Uruguay. La gira fue muy accidentada (con varias fechas canceladas), debido a los incidentes ocurridos meses atrás, cuando el Gobierno de Uruguay decidió extraditar a tres supuestos miembros de ETA, quienes iniciaron una huelga de hambre y sed. La decisión del Gobierno originó una serie de protestas civiles que se saldaron el 24 de agosto con la muerte, a manos de la Policía, de dos ciudadanos uruguayos: Fernando Morroni y Roberto Facal (ambos por heridas con armas de fuego).
A modo de resumen de lo hecho durante el año, editaron otro vídeo, Negu Gorriak Telebista.
Las experiencias en Hispanoamérica marcaron profundamente al grupo, que dio un giro en su sonido hacia ritmos hispanoamericanos. Así, en mayo de 1995 apareció el cuarto trabajo de estudio de los vascos, Ideia Zabaldu («Difundir la idea»). La introducción de este tipo de sonidos hizo que el disco resultase mucho más positivo que el claustrofóbico Borreroak.
Al álbum le siguió una nueva gira, el Ideia Zabaldu Tour 95, una gira de un mes por Europa. Durante su periplo español, estuvieron acompañados por Todos Tus Muertos, con quienes habían organizado el Hegoamerikan Tour 94.

### La campaña «Hitz Egin!»

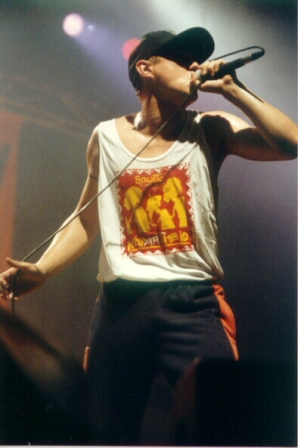
Fermin Muguruza durante un concierto de Negu Gorriak en Pamplona en 1992.

Aunque la demanda de Galindo fue desestimada en los Juzgados de Primera Instancia, la Audiencia Provincial de San Sebastián falló a favor de este, lo que hacía peligrar el futuro del grupo y la discográfica, ya que no disponían de los más de 90.000 euros que les pedía el recién ascendido a general. El grupo recurrió ante el Tribunal Supremo.
Aunque la sentencia estaba en espera de ejecución hasta que se fallase el recurso interpuesto por el grupo, Negu Gorriak empezaron a prepararse por si el resultado final les era desfavorable. Los 90.000 euros implicaban que el grupo debería vender Esan Ozenki, junto con todos los másteres de grabación de los álbumes editados hasta el momento por el sello.
El grupo comenzó la campaña internacional de solidaridad Hitz Egin! («¡Habla!», en castellano), en «apoyo de la libertad de expresión» y con la idea de recaudar el dinero necesario para hacer frente a los costos de la demanda en caso de perderla.
Esan Ozenki organizó un festival en el que tocaron gran parte de los grupos que grababan para el sello. El macro-concierto se celebró el sábado 28 de octubre en Oyarzun (Guipúzcoa). Dos días antes, las entradas se agotaron: acudieron más de 12.000 personas. En total fueron 9 horas para los 15 grupos, que estuvieron repartidos en dos escenarios: BAP!!, Nación Reixa, Xabier Montoia, Deabruak Teilatuetan, Ama Say, Su Ta Gar, Banda Bassotti, Anestesia, Kashbad, Baldin Bada, Dut, Lin Ton Taun, EH Sukarra, Etsaiak y los propios Negu Gorriak.
Además, en 1996 aparecieron tres grabaciones solidarias para recaudar fondos para el grupo. La primera fue Ustelkeria. El álbum contenía rarezas, material esparcido en sus sencillos y un tema inédito. Se realizó una tirada limitada (1500 copias) que se vendieron a 5000 pesetas (unos 30 euros) cada una. El disco no se distribuyó por tiendas, se vendió solo por correo y acompañado de un libreto con información sobre el juicio.,
La segunda grabación solidaria fue Irabaziko dugu, un sencillo editado en Francia con dos canciones, una de Negu Gorriak y otra de BAP!!.
La tercera fue en recopilatorio editado junto con la discográfica italiana Radio Tandem: Parla! Libertà d'espressione, editado en Italia por Radio Tandem y en España por Esan Ozenki-Gora Herriak. En el recopilatorio apareció el tema de Negu «Ume hilak» («Niños muertos»).

### La disolución: 1996
El 1996 empezó para Negu Gorriak con varios conciertos, actuando como cabezas de cartel en el Espárrago Rock (Granada) y, junto a Zebda, Dut y Ice-T & Body Count, en las jornadas organizadas por las asociaciones juveniles de la izquierda abertzale Jarrai y Gazteriak.
En abril realizaron una nueva gira americana: el Begirunea Tour 96, en el que tocaron en Los Ángeles y México, en unas jornadas solidarias con el EZLN. Mikel «BAP!!» y Fermin decidieron viajar a La Realidad, un Municipio Autónomo Zapatista donde conocieron al Subcomandante Marcos y otros líderes zapatistas. Cuando el grupo volvió al País Vasco, Mikel «BAP!!» decidió quedarse una temporada más en México, siendo detenido cuando se presentó en la Oficina de Migración a regularizar su situación. Fue liberado tres días más tarde y expulsado del país. Las autoridades mexicanas informaron al Consulado Español de que el músico había sido detenido por «entrar al país con documentos falsos y actuar en locales pese a carecer de una visa que le permitiese actuar para obtener ganancias», pero Mikel manifestó en una entrevista en Egin que pensaba que la detención estuvo relacionada con su visita a La Realidad.
El 31 de octubre, Fermin anunció en el diario Egin la disolución del grupo. En la columna, Fermin sintetizó la trayectoria del grupo (habló de la creación de Esan Ozenki y de una «internacional del rock»), anunciando también que el punto final lo pondría un nuevo disco de estudio, Salam, Agur, compuesto enteramente por versiones de grupos que les habían influenciado como The Clash, Minor Threat, Bob Marley, Public Enemy, Linton Kwesi Johnson, Redskins, The Who u Otis Redding. El grupo prometió volver si ganaban el juicio pendiente contra Galindo.

### «NG, la victoria es nuestra»
El 7 de junio de 2000, el Tribunal Supremo absolvió a Negu Gorriak de todos los cargos al considerar que la querella de Galindo estaba mal planteada, pues se había de aplicar un litisconsorcio pasivo necesario, y no se había llamado a juicio ni dado posibilidad de defensa a uno de los coautores de la canción. Los abogados de este no recurrieron, y los componentes de Negu Gorriak anunciaron, en enero de 2001, su absolución y la celebración de dos conciertos como despedida final y agradecimiento a todo el apoyo recibido durante el proceso.
Los conciertos se celebraron en febrero en Bayona (4.000 personas) y en el velódromo de Anoeta en San Sebastián (13 000 personas). Debido a la venta masiva de entradas (se agotaron en menos de un mes) y a la expectación creada, el grupo anunció que se realizarían dos conciertos en Anoeta. Además, se reeditó Ustelkeria para su venta en tiendas. El grupo, como muestra de agradecimiento, hizo llegar dos entradas y la nueva edición de Ustelkeria a todas las personas que habían colaborado con ellos en sus campañas de solidaridad.
Como teloneros llevaron a Banda Bassotti y Selektah Kolektiboa. Los italianos llegaron justos al concierto de Bayona, ya que en el aeropuerto de Roma, cuando salían hacia el País Vasco, fueron agredidos por grupos de skinheads neonazis, quienes les impidieron tomar el avión a su hora. Tuvieron que salir del aeropuerto escoltados por la policía italiana, aunque finalmente consiguieron llegaron a Bayona in extremis.
Alrededor de 30 000 personas fueron testigos de los tres últimos conciertos de Negu Gorriak.

## Trayectorias posteriores
Tras su separación en 1996 todos los componentes, excepto Fermin, tenían proyectos en paralelo a la banda con los que continuaron sus carreras musicales.

### Fermin Muguruza

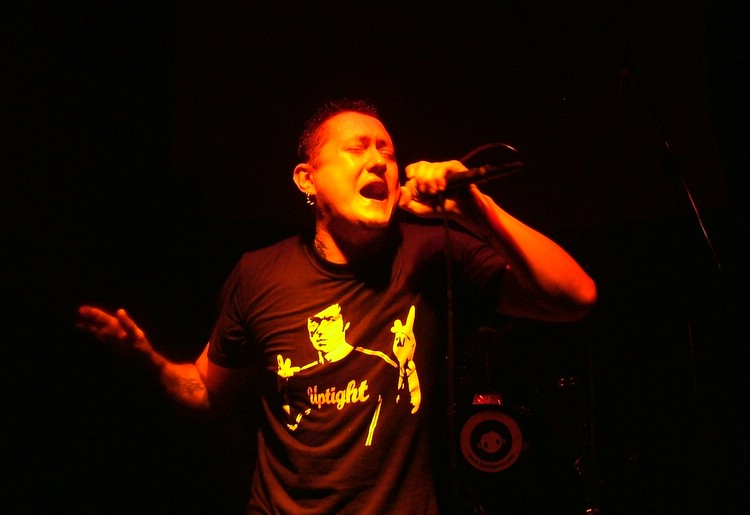
Fermin Muguruza en el concierto que dio en mayo de 2004 en Montevideo

Fermin Muguruza se unió al grupo Dut editando en 1997 el disco Ireki Ateak (acreditado a Fermin Muguruza eta Dut). Un año más tarde apareció un disco recopilatorio de toda su carrera anterior, con canciones de los grupos en los que había participado o con los que había colaborado: Amodio eta gorrotozko kantak/Canciones de amor y odio (1984-1998).
Posteriormente comenzó su carrera en solitario, profundizando en la fusión de ritmos como el reggae, drum'n'bass, dub, soul, rap y rock. En 2008 apareció su último trabajo, Asthmatic Lion Sound Systema. Con este trabajo, el músico de Irún contabiliza siete discos de estudio (Brigadistak Sound System, 1999; FM 99.00 Dub Manifest, 2000; In-komunikazioa, 2002, Xomorroak (Bizitza lorontzian)/Bichitos (La vida en el tiesto), 2005 y  Euskal Herria Jamaika Clash, 2006), dos discos de remezclas (ErREMIXak, 1999, remezclas de Brigadistak... e Irun Meets Bristol. Komunikazioa, 2003, remezclas de In-Komunikazioa) un disco en directo (Sala Apolo, Barcelona 21/01/04, 2004) y dos recopilatorios (el citado Amodio... y  un DVD/CD 99-04, 2005; con canciones inéditas en ninguno de sus álbumes) y Bass-que Culture. Además, en 2007 apareció un documental sobre la grabación de Euskal Herria Jamaika Clash en Jamaica. Ha compuesto las bandas sonoras de varios cortos (aparecidas en 99-04) y de Mirant al cel, un documental sobre el bombardeo de Barcelona durante la guerra civil (aparecido en 2008 en CD como Mirant al cel).
En 2006, con motivo del cierre de Metak, Fermin volvió a apostar por la autogestión lanzando un nuevo sello: Talka Records.

### Iñigo Muguruza

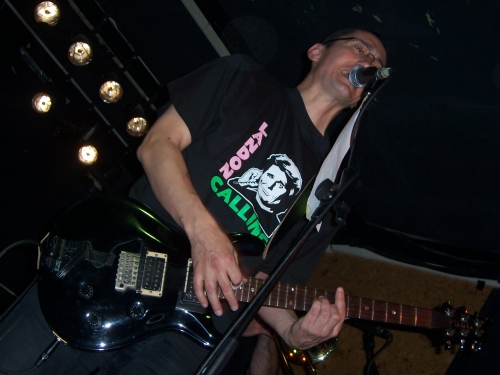
Iñigo Muguruza en el concierto de Sagarroi en julio de 2004 en Madrid.

Iñigo continuo con la carrera de Joxe Ripiau (grupo que había formado en 1996 junto a su hermano Jabier y Sergio Ordóñez), con quienes dio rienda suelta a su pasión por los ritmos caribeños, mezclando el ska con merengue, cumbia, salsa o raggamuffin. En 1998 se incorporó Asier Ituarte. Grabaron cuatro discos hasta su disolución en 2000: Positive Bomb (1996), Karpe Diem (1997), Paradisu Zinema (1998) y Bizitza Triste eta Ederra (2000).
En el año 2001 fundó el grupo Sagarroi junto a dos jóvenes músicos: Uno de Irún, Carlos Zubikoa y otro de Éibar, Gorka Baskaran, exmiembro del grupo de hardcore Be Quiet. El grupo se mantiene actualmente en activo y han editado cuatro álbumes: Meatzaldea (2001), Euria ari duela (2003), Toulouse (2004) y Baleike (2006). Sagarroi surgió en un principio como un grupo de hardcore, punk y rock (muy influenciados por Fugazi), en el que Iñigo dio cabida a los ritmos y canciones que no encajaron con el repertorio de Joxe Ripiau. Con la entrada de Asier Ituarte en 2002, el sonido giró hacia el ska y los ritmos hispanos, volviendo así a la onda de los Ripiau.

### Kaki Arkarazo
Kaki Arkarazo continuó junto con Antón Reixa en el grupo Nación Reixa. En 1994 habían publicado su primer álbum (Alivio Rápido). Con la incorporación de Mikel Abrego, publicaron su segundo y último trabajo: Safari Mental (1997). Se separaron y ayudó a Antón con su primer álbum en solitario: Escarnio (1999).
Además, Kaki se dedica a la producción discográfica (carrera que inició desde sus comienzos en la música), habiendo producido discos de grupos como Fermin Muguruza, Dixebra, Os Diplomáticos de Monte-Alto, Chucho, Kashbad, Anari, Amparanoia, Betagarri, Banda Bassotti, Atom Rhumba, Manta Ray, La Muñeca de Sal, Inoren Ero Ni, Los Deltonos o Guerrilla Urbana.
En el año 2000, fundó su propio estudio de grabación: los Estudios Garate.

### Mikel «Anestesia»
Mikel Kazalis continuó su carrera con su antigua banda Anestesia, con los que lleva publicados el EP Toki berean (1991) y los álbumes Gorrotoaren Ahotsa (1993), Erantzun (1995), Gu (1997), Ultra-komunikatzen (2000) y, tras un parón de varios años, Terapia (2006).
En 1997 apareció un nuevo proyecto de rock industrial llamado 2 Kate, junto a Izaskun Forkada. Publicaron un par de LP (Bide Laburra, 1997 y Birziklatu, 1999). Se disolvieron en 1999 sin alcanzar mucho éxito.
En 2001, después de aparcar momentáneamente a Anestesia, Mikel comenzó a tocar con Kuraia, grupo de punk-rock que pretendió ser un proyecto puntual. Con su primer álbum se convirtieron en todo un fenómeno, alcanzando un gran éxito de crítica y público, en gran parte debido a su directo, llegando a ser una de las puntas de lanza del nuevo rock vasco. Editaron tres álbumes: Kuraia (2001), Iluntasunari Barre (2003) y Piztu da Piztia (2005).

### Mikel «BAP!!»
Mikel Abrego ha sido el más prolífico de los cinco miembros. Además de tocar la batería en todos los álbumes en solitario de Fermin Muguruza (excepto Euskal Herria Jamaika Clash) y de formar parte de las banda de este en concierto (Fermin Muguruza Dub Manifest, Fermin Muguruza Kontrabanda y Afro-Basque Fire Brigade), ha colaborado en varios proyectos musicales.
En 1996 se incorporó a dos grupos ya existentes: los mencionados Nación Reixa y Parafünk. Con los primeros publicó Safari mental (1997), mientras que con los segundos grabó Prólogo (1996), Disco Nudo, Desenlace y Epïlogo (estos tres últimos en 1997).
Finiquitados ambos proyectos, comenzó a colaborar con la cantautora Anari, con la que participado como batería en sus tres álbumes: Anari (1997), Habiak (2000) y Zebra (2005).
En 2002 comenzó dos nuevas aventuras. Junto a Javi P3z (con quien coincidió en Parafünk) y Mikel Unzurranzaga «Makala» creó el Trío Kempes, de corta existencia y con sólo un sencillo en su haber: «Summer City Love» (2002). Junto al video-creador Luis André formó -Gailu, un proyecto más personal en el que Luis creó la parte visual y Mikel musicó las imágenes. Para ello se rodeó del Trío Kempes, Anari, Fernando Sapo (cantante de El Corazón del Sapo y Kuraia), su hermano Eneko y varios músicos más. El resultado fue Kutxa Beltza (2002).
En la actualidad, Mikel forma parte de dos conjuntos. El primero es Inoren Ero Ni, junto a dos compañeros de BAP!!, con los que lleva publicados: Inoren Ero Ni (2004) y Gronhölm (2008). Además, junto a Javi P3z y varios músicos formó la Javi P3z Orquesta, con los que lleva publicados tres trabajos: Sports (2004), Ping Pong (2004) y El Pinball, Domino, Fútbol-in (2005).
En 2007, junto a sus compañeros de Inoren Ero Ni, Anari y Lisabö, creó el sello Bidehuts.

## La música de Negu Gorriak

### Las diferentes influencias en Negu Gorriak
En Negu Gorriak confluyeron varios factores que hicieron que sus referencias musicales fuesen muy variadas, aunque de fácil rastreo. Desde los agradecimientos en sus discos hasta las menciones a este o aquel autor en las letras o en las entrevistas; todo lo escrito relativo al grupo guipuzcoano está salpicado por menciones a diferentes músicos y grupos, con una gran variedad estilística: desde De La Soul, N.W.A. y Public Enemy a  Sam Cooke, James Brown, Aretha Franklin, pasando por Red Hot Chili Peppers, Metallica, Nirvana, Lynyrd Skynyrd, Neil Young, Bad Religion, Living Colour, Rollins Band, Fugazi, Os Resentidos o Mikel Laboa.
Así, las influencias en la música de Negu Gorriak son muy claras y siempre han estado presentes en los numerosos samples de sus discos o en el puñado de versiones que han tocado. 
Este amplio abanico de influencias es consecuencia de las diferentes peculiaridades de sus miembros. Por un lado, Fermin e Iñigo han hecho gala de su melomanía. Este último, en una entrevista concedida al diario El Correo, afirmó que, cuando su hermano Jabier se marchó del domicilio familiar, la colección de álbumes de los tres hermanos rondaba los 2000 ejemplares. Por otro lado, Kaki Arkarazo siempre fue un gran admirador de la música negra, desde el rock and roll hasta el soul o el rap. Fue él quien introdujo a los hermanos Muguruza en el mundo del hip hop y Public Enemy:

«El rap, el hip-hop, es un movimiento que maravilla a los Muguruza. Igual que a finales de los 70 la explosión del punk fue la piedra de toque inspirador para el inicio de sus aventuras en Kortatu [...] es ahora la cultura del rap, que emerge a finales de los años 80 en Estados Unidos lo que ha atrapado a los hermanos Muguruza. Kaki Arkarazo, un enamorado de la música negra en general, es sobre todo, el que comienza a iniciar a los dos de Irún en este nuevo camino.»

Además, con la incorporación de Mikel Kazalis y Mikel Abrego a la base rítmica, el abanico de influencias se abrió: Mikel «Anestesia» militaba en bandas de heavy y thrash metal, mientras que Mikel «BAP!!» tocaba en un grupo de hardcore punk con inclinaciones al post-hardcore.
No es de extrañar que el grupo siempre haya abanderado la cultura del mestizaje, aunque este eclecticismo no les hizo perder el camino. Es comúnmente aceptado que la música de Negu Gorriak es muy personal, en el sentido de que fagocitaron todas esas influencias y las devolvieron envueltas en un sonido propio:

«Negu Gorriak domina todos los recursos que tienen a su alcance y enriquecen continuamente su música como se ésta fuera una porrusalda sonora. Hardcore, rap, tradición musical vasca, reggae o heavy se entremezclan sin complejos con el sampleo como arma eriquecedora. Contrastes como las aportaciones del sampler [...] o la utilización del suprino (un instrumento autóctono que casi nadie toca hoy en día), muestran sin ambages el brillante futuro que tienen por delante los mestizajes inteligentes.»

«[...] propongo que consideremos el prodeso de traslación del hip hop al mundo del rock radical vasco como un proceso de domesticación, en vez de imitación. Recordemos que domesticar quiere decir literalmente, traer algo a casa.»

«"Hard-core" rap y reggae siguen siendo ingredientes de las rotundas composiciones de la bandfa, pero aderezados a su modo, y pasados por el cedazo estilístico de la factoría Muguruza.»

### Versiones que han tocado en sus álbumes
Otra de las pruebas del eclecticismo musical de la banda es la variedad de versiones que han incluido en sus álbumes. La mejor representación es Salam, Agur, un álbum compuesto exclusivamente de versiones de BAP!!, Otis Redding, The Who, Macka B, Minor Threat, Bob Marley, Public Enemy, The Clash, Redskins, Poison Idea, Errobi, Dead Kennedys, Linton Kwesi Johnson, Anestesia y N.W.A. Además, estas son todas las versiones que el grupo ha ido colocando a lo largo de su discografía:
- «Gaberako aterbea» («Refugio nocturno») y «Arrano beltza» («El águila negra») de Mikel Laboa.
- «Bide baten bila» («En busca de un camino») de Rich Kids on LSD.
- «Song number one» («Canción número uno») de Fugazi.
- «Zu atrapatu arte» («Hasta atraparte») de Kortatu.
- «Jainkoak gorde beza lehendakaria» («Dios salve al lehendakari») de Derribos Arias
- «Pistolaren mintzoa» («Que hablen las pistolas») de M-ak.
- «Kaixo» («Hola-adiós») de Delirium Tremens.
- «Apatxe gaua» («Noche Apache») de Bérurier Noir.

Otra característica es que todas estas versiones las tradujeron al euskera (cuando no era esta la lengua original de la canción).

### La evolución de su música: Negu Gorriak disco a disco
La evolución de la música creada por el grupo es evidente según se analizan sus primeros cuatro álbumes de estudio.
En el primer álbum, Negu Gorriak, el mestizaje entre el rock y el rap es más grosero que en los discos que vendrían más adelante. Los sonidos más habituales en su primer álbum son el hardcore en las guitarras y los fraseos de Fermin en un estilo hip hop, siendo claramente diferenciables unos sonidos de otros. Así, en «Irakatsi ziguten historia» o «Seinalea» el ritmo es rápido y furioso, mientras que en «Esan ozenki» o «Radio Rahim» la fusión con el hip hop es más clara (llevada al extremo en «Bertso-Hop», donde mezclan bertsos con el hip hop). Este álbum es considerado por la crítica como un buen pistoletazo de salida para lo que estaba por llegar.
En Gure Jarrera (calificado por la crítica como su primer gran álbum) el sonido evoluciona hacia el hardcore, manteniéndose las guitarras afiladas en primer plano, igual que en Negu Gorriak, a pesar de contar ya con una base rítmica «de carne y hueso». Pero la entrada de los dos Mikeles se nota en el resultado final, las guitarras se vuelve más duras, más thrash. La fusión rock (hardcore punk)-rap es ahora mucho más orgánica que en la primera entrega, Fermin es capaz de mantener fraseos de hip hop frente al muro de guitarras, bajo y batería.
En Borreroak Baditu Milaka Aurpegi (calificado por la crítica como su obra maestra) la banda se muestra mucho más compacta que en su anterior álbum. No en vano llevaban dos años de giras y tantos conciertos juntos terminaron por compactar su sonido. Las guitarras se relajan y el bajo entra casi en primer plano. Aparecen vientos y hay menos samples que en los dos anteriores. El mestizaje se hace más sutil (excepto en la skatalítica «Kolore bizia» y en la salsa «Chaquito»). Fermin hace suya la voz de Delirium Tremens, M-ak o Mikel Laboa, de los que hacen sendas versiones. El propio Fermin lo describió como «más variado y abierto que Gure Jarrera. ¿Continuismo? Como un camino que se ensancha, que se convierte en pista».
En Ideia Zabaldu es el disco en el que Negu se muestran más rupturistas, apostando abiertamente por un rock mestizo con sonidos iberoamericanos como samba o son cubano, además de elementos de raï o los ya habituales de soul, funk o rap. Al contrario que en Borreroak, los samples vuelven a tomar el protagonismo que tuvieron en sus dos primeros álbumes. La forma de cantar de Fermin sufre un cambio perceptible, hay menos fraseos hip hop y más melodía a la hora de cantar. A pesar de ser el favorito de varios miembros de la banda, la crítica lo calificó como un pequeño paso atrás: «...la calidad baja de obra maestra a simplemente muy bueno».

### Influencia de Negu Gorriak

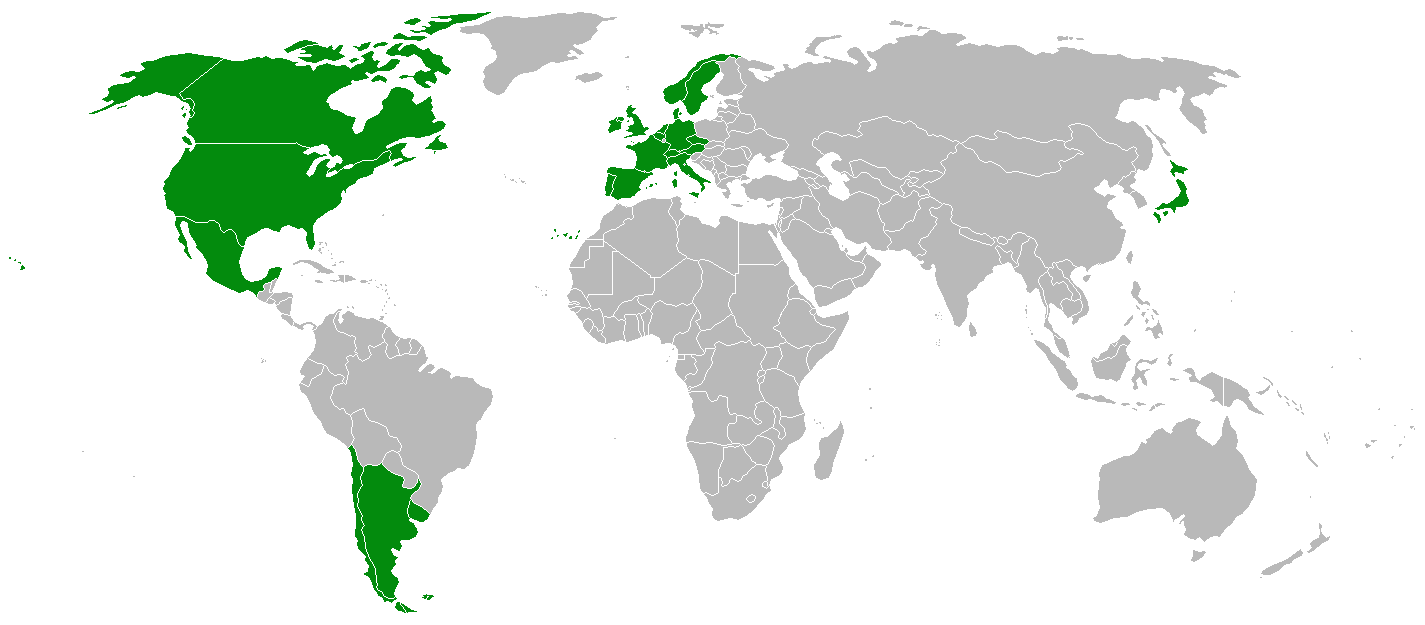
Países (en verde) en los que se ha editado y/o distribuido alguna referencia de Negu Gorriak (sencillos álbumes o recopilatorios).

Negu Gorriak es uno de los grupos vascos que mayor proyección internacional tuvo durante la década de 1990. Negu Gorriak aprovecharon la pequeña red de contactos que Kortatu había tejido en Europa para terminar extendiendo ésta a lo largo de todo el mundo. Sus álbumes se han editado y distribuido en muchos países europeos, además de en Estados Unidos, México, Sudamérica y Japón. Sus cifras de ventas fueron (son) relativamente altas: más de 25.000 ejemplares de cada uno de sus álbumes.
Muchos músicos han tenido en especial consideración al grupo, desde personalidades como Jello Biafra o Ian MacKaye a Fidel Nadal (de Todos Tus Muertos):

«En América tenemos relación [...] con toda la gente de Alernative Tentacles, sobre todo con Jello Biafra, que nos suele escribir, pedir los discos y, en una entrevista del Ruta 66 decía que en Estados Unidos nunca podría salir un grupo tan interesante como Negu Gorriak. Como te puedes imaginar, eso lo tenemos enmarcado»

De ellos se ha dicho:

«[...] una referencia ya ineludible en nuestra historia.»

«Surgido tras la separación de Kortatu, el segundo proyecto de Fermín (sic) e Iñigo Muguruza resultó ser una de las bandas de rock nacionales más importantes de los años 90. [...] el legado de las hachas cruzadas sigue vigente como una de las propuestas más reales, excitantes y combativas del rock nacional.»

«Queríamos haber hecho nuestro regalo a Negu, publicando una columna que recogiera opiniones de la calle y de la redacción sobre las aportaciones que han supuesto a la escena [...] pero son tantos, en tan diversos campos que [...] hemos optado por dejarlo. Vaya desde aquí nuestro agradecimiento al grupo por todo ello y simplemente dejar constancia de que... Negu Gorriak son el más grande grupo de rock de los 90, en Euskadi y en el Estado Español.»

«Posiblemente el grupo estatal más importante de los 90.»

Han sido portada en varias revistas musicales: El Tubo, Free Rock, Popular 1, Factory, Entzun!, Algara o en el suplemento musical de Egunkaria.

### Versiones de otros grupos de canciones de Negu Gorriak
- Nación Reixa: «Denok gara Malcolm X».
- Pirineos Jazz Orchestra: «Esan Ozenki».
- Betagarri: «Hiri gerrilaren dantza».
- Mallacán: «Gora Herria (Entalto lo pueblo)».
- Todos Tus Muertos: «Lehenbiziko bala».
- Speereth: «Podridura».
- La Gran Orquesta Republicana: «Si estuvieras aquí» («Hemen izango bazina»).
- Los Miserables: «Gora herria» y «Lehenbiziko bala».
- C.O.V./DNE: «Putridume» («Ustelkeria»).
- A Machete: «La primera bala» («Lehenbiziko bala»).

## Militancia política
Algo inseparable a Negu Gorriak ha sido su militancia política, que siempre ha estado unida a su discurso musical («[lo creativo y lo político] son aspectos difíciles de separar», declaró Fermin en una ocasión). Esta relación, además, ha sido siempre muy íntima en todos los grupos de la órbita del denominado rock radical vasco. Esta relación entre música y política ya estaba presente en los anteriores grupos en los que militaron sus miembros. Kortatu, BAP!! o Anestesia eran grupos de «rock politizado».
La militancia de Negu Gorriak no sólo se circunscribió al entorno de la izquierda abertzale. Aunque las relaciones entre Negu Gorriak y grupos relacionados con la izquierda abertzale han sido fluidas, Fermin (como portavoz del grupo) siempre intentó mantener la distancia para que no se viese al grupo como un mero aparato de propaganda del MLNV (Movimiento de Liberación Nacional Vasco) o de Herri Batasuna.

—Es verdad lo que se comenta, que sólo tocáis para vosotros o para el M.L.N.V.?
—Bueno, nosotros no hemos tocado ningún concierto para el M.L.N.V., al menos como organización política. Para organizaciones sociales como decimos nosotros, sí que hemos tocado. A esto que digo que preste atención la gente y que analice el hecho antes de hablar. Sí que hemos tocado para Gestoras, para Comités Internacionalistas, Nafarroa Oinez, contra el V centenario [del descubrimiento de América], Herri Urrats, Insumisos. Para mí M.L.N.V. son las organizaciones políticas como por ejemplo K.A.S. o Herri Batasuna y lo demás es intentar meter a toda la gente en el mismo saco.

Además de dar muchos conciertos en eventos relacionados con ésta (como su primer concierto junto a las Gestoras Pro Amnistía, contra el cierre de Egin o en jornadas organizadas por Jarrai), se implicaron en diferentes causas más allá del mundo vasco como la insumisión o las giras solidarias con el FMLN o los Zapatistas de Chiapas. En Negu Gorriak siempre consideraron las cuestiones nacionalistas íntimamente ligadas con un sentir internacionalista:

«Nos comprometemos con la autodeterminación y la independencia de Euskal Herria, nuestra lengua y cultura, igual que lo hacemos con el movimiento internacionalista y solidario cada vez que salimos al exterior.»

«Nosotros no sólo somos solidarios en Euskal Herria. Hemos estado apoyando la campaña electoral del FMLN en El Salvador, hemos tocado en Cuba rompiendo el bloqueo, hemos estado con las Madres de la Plaza de Mayo en Argentina, En Chile, con la peña del sello que grabó a Víctor Jara y a todos los cantautores de la época y que ahora graba a todos los grupos punk de la zona, en Uruguay con la gente que bloqueó el traslado de los presos vascos.»

### El euskera: «¡soy vasco y estoy orgulloso!»
La primera y más importante decisión política del grupo fue la elección del euskera como lengua de expresión. Aunque la lengua no pueda parecer un factor político, en el caso de Negu sí lo es (además abiertamente admitido por ellos) ya que eligieron el euskera por su nacionalismo militante.
El euskera no era la lengua materna de los hermanos Muguruza. Fermin e Iñigo aprendieron el euskera a finales de los ochenta, por lo que escribir textos en la lengua vasca no era algo «natural» para Fermin. A pesar de que Fermin no se consideraba a sí mismo un buen comunicador en euskera, decidieron que ésta sería su lengua de expresión. El idioma se convirtió así en una bandera para el grupo.

«A través de su producción musical, crearon una imagen de una nación euskaldun militante no aislada, situada dentro de y en comunicación con un mundo más amplio de influencias transnacionales, caracterizada por flujos globales de personas, música, imágenes y culturas.»

Esta militancia vasca a la par que internacionalista está presente en el propio logotipo del grupo: dos hachas cruzadas formando una «X». Así, el grupo conjugó el sentir vasco (el hacha es un símbolo de lo vasco) con su sentir internacionalista, ya que la X simbolizaba también a Malcolm X. Una nueva muestra de la asimilación de la cultura del hip hop por parte del grupo.
Las intenciones de reivindicar la lengua y cultura vascas fue algo que el grupo dejó claro desde el primer corte de su primer álbum: «Esan Ozenki» («Dilo en alto»), en la que cambiaban el grito de James Brown «¡Soy negro y estoy orgulloso!» por «¡Soy vasco y estoy orgulloso!»

### La violencia y el «problema vasco» en las canciones de Negu Gorriak
La violencia está muy presente en la obra de Negu Gorriak bajo diferentes aspectos. El grupo ha defendido el uso de la violencia como un mecanismo moralmente aceptable para defenderse de la opresión. En sus tres primeros álbumes de estudio hay varias canciones en las que se trata el tema del uso de la violencia, bien porque la canción hable específicamente de ello («Seinalea» —«La señal»—, «Pistolaren mintzoa» —«El lenguaje de la pistola»—, «Begipuntuaren xedea» —«El objetivo del punto de mira»— o «NG, geurea da garaipena» —«NG, la victoria es nuestra»—) o bien se trata de manera anecdótica («Esan Ozenki» o «Sabel-hiztunaren ordu ikaragarria» —«La hora terrorífica del ventrílocuo»—). También tratan el tema de la violencia sufrida desde el Estado por las personas disidentes («Euskaldunok eta zientzia» —«Los vascos y la ciencia»—). Esta violencia no siempre está enfocada hacia el problema vasco en concreto, sino que la mayoría de estas canciones hablan de violencia hacia el sistema, sin hacer particularidades.
Al preguntársele si creía en «su apología de la violencia», Fermin respondió lo siguiente:

«Por supuesto. Estoy bien convencido: o esto estalla o vamos a la mierda. Aquí lo que se mueve, ese ambientazo de conciertos de cada fin de semana, viene de colectivos concienciados. Mira lo de los insumisos. Es una bomba de relojería.»

Negu Gorriak nunca se han afirmado explícitamente como simpatizantes de ETA. Sí se han solidarizado con los presos de ETA, haciendo conciertos para Gestoras Pro Amnistía y acudiendo a las marchas organizadas hacia la cárcel de Herrera de la Mancha. El tema de los presos también se ha tratado en algunas canciones, como «Amodiozko kanta» («Canción de amor»), en la que se describe la visita de una persona a su pareja en la cárcel (aunque en ningún momento se dice que la presa sea de ETA; se describe como una persona que está en una cárcel lejos de su hogar). En una entrevista en 1997 (cuando la banda ya estaba disuelta), Fermin se lamentaba de que como grupo no hubiesen vivido la vuelta de todos los presos de ETA al País Vasco:

«[Nos duele] el no haber podido tocar en concierto de bienvenida a casa de todos los presos. Algún día lo conseguiremos y para ese día, creo que hasta se reorganizaría Kortatu.»

A lo largo de sus años de carrera, Negu han opinado sobre el llamado «conflicto vasco». Con el tiempo del grupo ha ido virando hacia una clara apuesta por el diálogo como solución a este. Según Fermin, una de las cosas que más impactó al grupo fueron las diferentes visitas a Hispanoamérica durante 1994, 1995 y 1996. Esta evolución ideológica también se puede apreciar en las letras de las canciones. Así lo describía el crítico musical Xabier Cervantes al hablar sobre Ideia Zabaldu:

«[Negu Gorriak] han encauzado su lucha política a través de la música. La radicalidad llegó a su límite en el disco anterior. Negu Gorriak apretaban el puño y la mandíbula con firmeza. Ahora abren la mano, no como signo de debilidad, sino de entereza. La clave, más allá del "problema vasco", está en el diálogo.»

La solución dialogada al conflicto vasco ha sido repetida muchas veces por Fermin en varias entrevistas:

«[En El Salvador] se nos abrió la cabeza. Estar con gente que había vivido la guerra más deshumanizante que ha podido haber en toda Latinoamérica y ver que te hablan con sencillez y naturalidad, prácticamente sin odio.
[...] Tiene que haber voluntad para resolver los problemas, lo hemos dicho un montón de veces. Realmente ha habido voluntad para resolver los problemas en Irlanda por parte del gobierno inglés y tiene que haber voluntad por parte del gobierno español, porque ya hubo un momento en el que parecía que se podían resolver un montón de cosas cuando se entablaron las conversaciones de Argel. Y nosotros estamos deseando que suceda algo así.»

«En cuanto a Euskal Herria, pienso que tenemos que construir puentes que faciliten el encuentro entre la gente, la discusión eliminando la descalificación y el insulto fácil (españolazo versus terrorista), que permitan el inicio de un proceso de negociación entre ETA y Estado, en el cual participemos todos y decidamos qué tipo de modelo de vida queremos.»

### La independencia musical
Negu Gorriak también han sido abanderados de la independencia musical frente a las multinacionales de la música. Su primer álbum lo publicaron en Oihuka, de la que Fermin declaró «para mí, hoy en día, hay una única discográfica, Oihuka».
Más adelante decidieron dar un paso hacia la autoedición y autogestión, siguiendo la filosofía punk del hazlo tú mismo. Por ello, crearon su propio sello discográfico: Esan Ozenki Records con lo que el grupo terminó de tomar el control al 100%. Excepto en la distribución (labor que Esan Ozenki no ejercía), todo lo relativo a sus álbumes (diseño, composición, mezclas, producción y edición) estaba controlado perfectamente por el grupo y sus personas de confianza. En el tema de la distribución, Negu Gorriak operaban vendiendo el álbum a distribuidoras alternativas que no trabajaban con multinacionales.
La independencia fue siempre sagrada para el grupo. A lo largo de su carrera Negu Gorriak recibieron ofertas de diferentes discográficas (algunas, llegaron a ofrecer comprar todo el catálogo de Esan Ozenki), pero el grupo se mantuvo en sus trece. «Las hachas no se venden», era siempre la respuesta de Fermin a este tipo de proposiciones.

### La insumisión
Durante los primeros años de la década de los 90, el fenómeno de la insumisión al servicio militar obligatorio y a la prestación social sustitutoria explotó en España. De los 371 insumisos que había en 1989, se pasó a la cifra de 10.800 en 1994. Especialmente importante fue el aumento de insumisos entre 1992 y 1993, pasando de 3.500 a 9.353.
En el País Vasco y Navarra, el movimiento por la insumisión fue especialmente fuerte, con más del 50% de sus jóvenes declarados objetores o insumisos. No sólo se partía del antimilitarismo, sino también de posiciones cercanas al nacionalismo vasco, es decir, había jóvenes que se negaban al hecho de servir en un ejército en tanto que ejército y otros que se negaban a servir en un ejército español.
La insumisión es un movimiento al que no fue ajeno el grupo. Mikel «Anestesia» y Mikel «BAP!!» se declararon insumisos, mientras que Fermin, Iñigo y Kaki se autoinculparon junto con 3, 2 y 1 insumisos, respectivamente. Además, el grupo colaboró con el movimiento por la insumisión con varios conciertos benéficos.
A principios de 1994, Mikel «BAP!!» fue juzgado y condenado a un año de cárcel. El baterista desapareció durante una temporada, por lo que estuvo en situación de búsqueda y captura hasta que le fue concedida la libertad provisional.
Por otro lado, Mikel «Anestesia» decidió seguir la estrategia de no comparecer el día de su juicio. El juicio estaba programado para el día 27 de junio en la Audiencia Provincial de San Sebastián. Ese día, a la hora a la que Mikel debía comparecer para la vista oral, Negu Gorriak aparecieron por sorpresa con un camión-escenario frente a los juzgados. Durante quince minutos interrumpieron el tráfico, tocaron cinco temas y se marcharon. El único que no tocó fue Mikel «BAP!!», debido a que por entonces se encontraba en busca y captura. El grupo fue multado con 50.000 pesetas (unos 300 euros) por «obstaculizar el tráfico».

## Miembros
- Fermin Muguruza - Voz solista.
- Iñigo Muguruza - Guitarra y voces.
- Kaki Arkarazo - Guitarra y voces.
- Mikel «Anestesia» (Mikel Kazalis) - Bajo y voces.
- Mikel «BAP!!» (Mikel Abrego) - Batería.

## Discografía

### Álbumes, sencillos y EP
| Álbumes        | Álbumes                                                                          | Álbumes         | Álbumes |
| -------------- | -------------------------------------------------------------------------------- | --------------- | --- |
| Año            | Título                                                                           | Discográfica    | Notas |
| 1990           | Negu Gorriak                                                                     | Oihuka          | Primer álbum del grupo. Reeditado en 1996 por Esan Ozenki incluyendo como tema extra «Gaberako aterbea», originalmente editada en Txerokee, Mikel Laboaren Kantak. |
| 1991           | Gure Jarrera                                                                     | Esan Ozenki     | |
| 1990           | Gora Herria                                                                      | Esan Ozenki     | Maxisencillo. Reeditado en CD en 1994, incluyendo como tema extra «Apatxe gaua». |
| 1993           | Borreroak Baditu Milaka Aurpegi                                                  | Esan Ozenki     | Doble LP. |
| 1994           | Hipokrisiari Stop! Bilbo 93-X-30                                                 | Esan Ozenki     | Disco en directo, grabado en el último concierto de la gira del 93 en Bilbao. |
| 1995           | Ideia Zabaldu                                                                    | Esan Ozenki     | |
| 1996           | Ustelkeria                                                                       | Esan Ozenki     | Recopilatorio de maquetas, rarezas y caras B. Originalmente editado como disco de apoyo que sólo se vendió por correo. Reeditado para la venta en 1999. |
| 1996           | Salam, Agur                                                                      | Esan Ozenki     | Disco compuesto íntegramente de versiones de, entre otros, BAP!!, Otis Redding, The Who, Minor Threat, Bob Marley, Public Enemy, The Clash o Dead Kennedys. |
|                |                                                                                  |                 | |
| Sencillos y EP |                                                                                  |                 | |
| Año            | Título                                                                           | Discográfica    | Notas |
| 1990           | «Radio Rahim»                                                                    | Oihuka          | Primer sencillo del grupo. Sólo tenía grabada la cara A con la canción «Radio Rahim». |
| 1990           | «Bertso-Hop» / Bertsolari Txapelketa nagusia 1986. San Sebastián. goizeko saioa. | Oihuka          | Última referencia que publicaron con la discográfica Oihuka. |
| 1990           | «Hator, hator» / «Oker dabiltza»                                                 | Basati Diskak   | Sencillo exclusivo para Basati Diskak. «Hator, hator» y «Oker dabiltza» no se editaron en ningún álbum del grupo hasta que en 1996 se incluyeron en Ustelkeria. |
| 1991           | «NG, geurea da garaipena» / «Beste kolpe bat»                                    | Esan Ozenki     | Primer sencillo de Gure Jarrera. Ambas canciones se editaron en el LP. |
| 1991           | «Gora Herria (Remix)» / «Gora Herria»                                            | Esan Ozenki     | Remezcla del tema «Gora Herria» (de Gure Jarrera) con Manu Chao, Jon Maia y Joseba Tapia (de Tapia eta Leturia). En la cara B aparecía la mezcla original. |
| 1992           | «Lehenbiziko bala» / «Bisitari iraultzailea»                                     | Esan Ozenki     | Segundo sencillo de Gure Jarrera. Como en «NG, geurea da garaipena» / «Beste kolpe bat», ambas canciones apar3ecieron también en el LP. |
| 1993           | «Napartheid»                                                                     | Esan Ozenki     | Sencillo editado para el colectivo Napartheid. Compartido con «Hamarrale Silveira eta Xabier eta Huajoloteak», una formación especial de Kojón Prieto y los Huajolotes. La cara A fue para Negu Gorriak: una toma en directo de «Napartheid» (canción de su primer LP). |
| 1993           | «Borreroak baditu milaka aurpegi»                                                | Esan Ozenki     | Primer sencillo del álbum homónimo. El tema (incluido en el álbum) se partió en dos mitades: la primera mitad en la cara A y la segunda (un fragmento instrumental) en la cara B. Participó, entre otros, Xabier Montoia.                                               |
| 1993           | Itxurakeriari Stop Hipocrisy                                                     | Esan Ozenki     | Segundo sencillo del álbum Borreroak Baditu Milaka Aurpegi, con las canciones «Hipokrisiari stop! (Luis Mariano mix)» (remezcla del tema «Hipokrisiari stop!») y «Euskaldunok eta zientzia» (versión del álbum).                                                        |
| 1994           | «Apatxe gaua» / «Descendents del carrer»                                         | Esan Ozenki     | Sencillo compartido con Inadaptats. El tema «Apatxe gaua» fue exclusivo de este sencillo hasta que se incluyó en el álbum Ustelkeria. |
| 1994           | «Izokin euskaldun baten istorioa»                                                | IZ              | Sencillo en apoyo del Nafarroa Oinez. |
| 1995           | «Hitz egin» / «Ipurbegia»                                                        | Esan Ozenki     | Primer sencillo promocional de Ideia Zabaldu. |
| 1996           | Irabaziko dugu                                                                   | Explicit Sounds | Sencillo compartido por Negu Gorriak, que interpretan «Salam Agur», y BAP!!, que interpretan «Zu». |

### Videografía
| Vídeos musicales | Vídeos musicales                  | Vídeos musicales                                      | Vídeos musicales |
| ---------------- | --------------------------------- | ----------------------------------------------------- | --- |
| Año              | Título                            | Director(es)                                          | Notas |
| 1991             | «Radio Rahim»                     | Manolo Gil y Enrique Urdanoz                          | |
| 1991             | «Seinalea»                        | Manolo Gil y Negu Gorriak                             | |
| 1991             | «Gora Herria»                     | Manolo Gil y Negu Gorriak                             | |
| 1994             | «Borreroak baditu milaka aurpegi» | Manolo Gil, Enrique Urdanoz y Negu Gorriak            | Vídeo promocional del álbum Borreroak Baditu Milaka Aurpegi. |
| 1994             | «Bi doberman beltz»               | Manolo Gil                                            | Segundo vídeo de Borreroak Baditu Milaka Aurpegi. |
| 1995             | «Hitz egin!»                      | Manolo Gil y Negu Gorriak                             | Vídeo promocional para la campaña Hitz Egin!. |
| 2005             | «Ez dut ezer esan nahi»           | Manolo Gil                                            | Vídeo promocional del DVD 1990-2001 |
|                  |                                   |                                                       | |
| VHS y DVD        |                                   |                                                       | |
| Año              | Título                            | Discográfica                                          | Notas |
| 1991             | Herrera de la Mancha. 90-12-29    | Euskadiko Amnistiaren Aldeko Batzordeak / Esan Ozenki | Vídeo del primer concierto del grupo. Incluía, además, el vídeo musical de «Radio Rahim». |
| 1992             | Tour 91+1                         | Esan Ozenki                                           | |
| 1994             | Negu Gorriak Telebista            | Esan Ozenki                                           | |
| 1995             | Hitz Egin                         | Esan Ozenki                                           | VHS. Vídeo de la campaña Hitz egin!. |
| 2005             | Negu Gorriak: 1990 - 2001         | Metak                                                 | DVD. Incluye los cuatro VHS, todos sus vieoclips y parte de los conciertos que dieron en 2001. Incluye un CD con temas en directo del concierto celebrado en el Velódromo de Anoeta, San Sebastián, el 23 de febrero de 2001. |

## Giras y conciertos

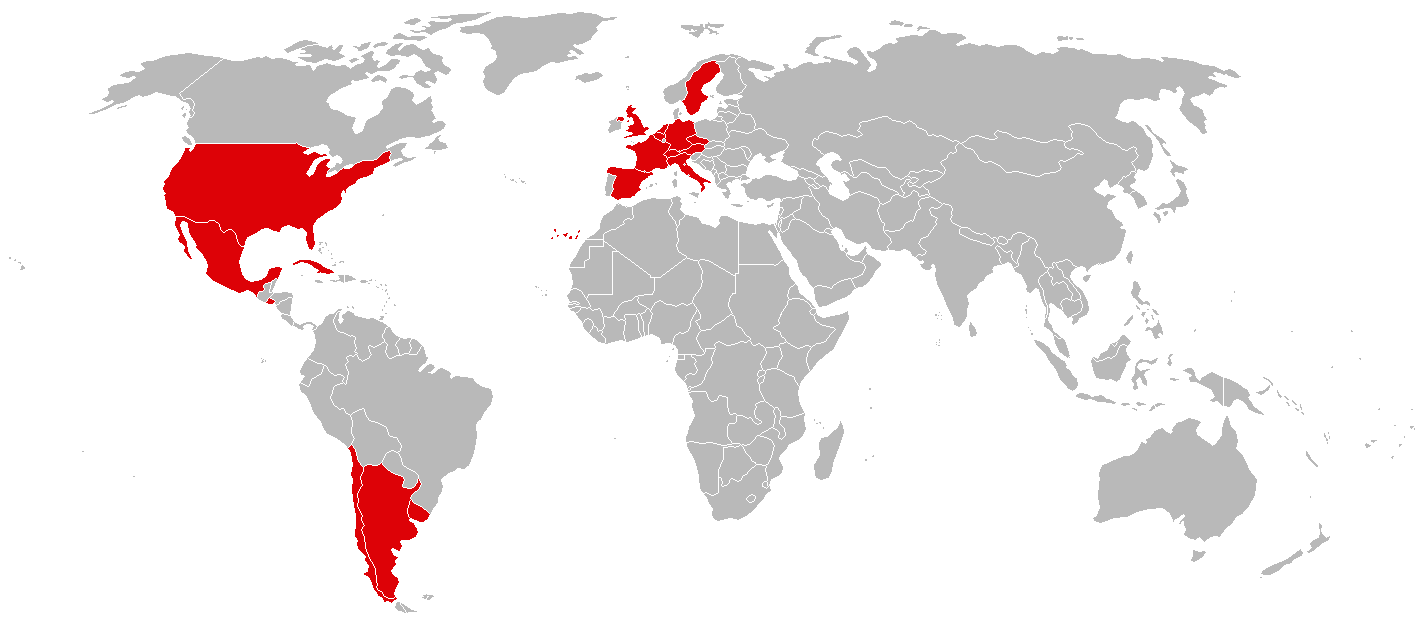
Países (en rojo) en los que ha tocado Negu Gorriak.

Negu Gorriak han tocado en multitud de ciudades y países de Europa y América. Durante el periodo de 1990 a 1996 realizaron 157 conciertos y un total de cinco giras internacionales y dos mini-giras, una de apoyo al FMLN en las elecciones generales de 1994 en El Salvador y la otra de apoyo al EZLN en México:
- Power to the People Tour 91
- Tour 91+1
- Itxurakeriari Stop!! Hypocrisy Tour 93
- Gira salvadoreña
- Hegoamerikan Tour 94
- Ideia Zabaldu Tour 95
- Begirunea Tour 96

En 2001, dieron cuatro conciertos de despedida al ganar el juicio contra Galindo.
Las primeras giras que la banda realizó fueron muy importantes para el grupo, ya que durante las mismas establecieron una amplia red de contactos a lo largo de todo el mundo. Fruto de estos contactos fueron las ediciones internacionales de Gure jarrera, Borreroak Baditu Milaka Aurpegi e Ideia Zabaldu. Los sellos Danceteria y Bondage editaron los discos en Francia, Bélgica y Canadá, Gridalo Forte Records en Italia, Rec Rec en Suiza, RockN' Roll Circus en México y California, Grita! en Estados Unidos y Quattro Label en Japón.